# Gilles Boutault
Gilles Boutault (né en 1597 à Tours (baptisé le 28 janvier 1596 à Saint-Pierre-du-Boile), décédé le 11 mars 1661 à Paris) est un prélat français, évêque d'Aire puis évêque d'Évreux en Normandie, protégé de la reine-mère Anne d'Autriche. Il mit en application les mesures de la Contre-Réforme après les ravages des guerres de religion.

## Biographie

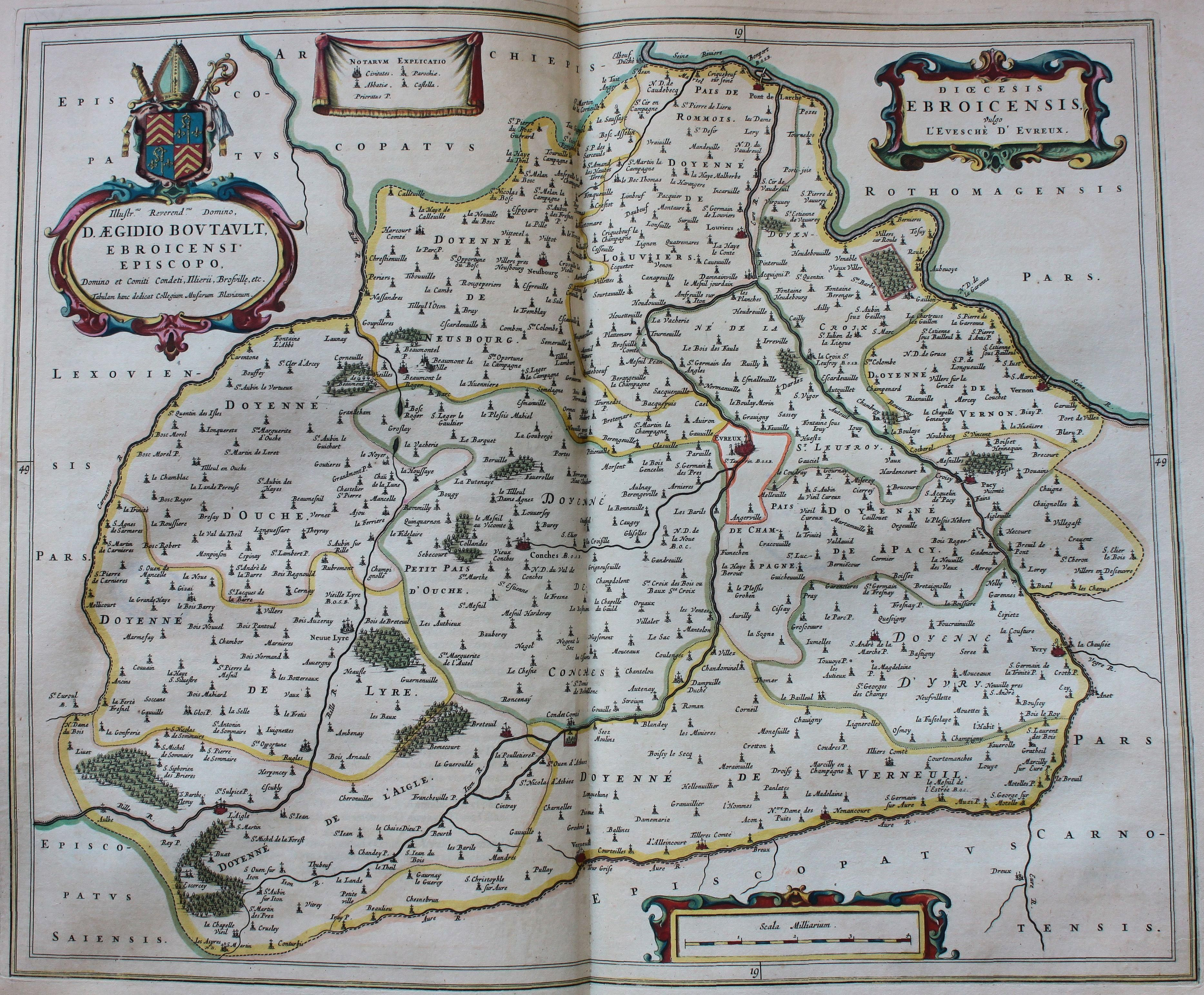
Diocèse et armes de Gilles Boutault

Gilles Boutault était le fils de Charles Boutault, sieur de Beauregard, contrôleur des finances à Tours, maire de Tours, et de Marie Viart. Son grand-père paternel, Michel Boutault, était procureur au siège royal de Châtellerault (ép. Jeanne Lucas). Son grand-père maternel, Denis Viart, était commissaire provincial des guerres en Normandie (ép. Jeanne Jolly). Parmi ses oncles et tantes, on peut citer Jacques Servin, sieur de Miramion, conseiller du roi au Grand conseil (ép. Angélique Viart) et Jeanne Boutault, épouse de Michel Taschereau, sieur du Breuil, des Nandinières, marchand de draps de soie à Tours puis à Paris, échevin de Tours (1608-1619). 
Il étudie au collège des Jésuites de Poitiers, puis au collège de Navarre. Reçu docteur en théologie, il accompagne en Italie son protecteur Gilles de Souvré en 1616. Il se fait pourvoir d'une charge d'aumônier royal. Il est évêque d'Aire de 1625 à 1649. C'est durant cette période qu'il fonde le couvent des Ursulines de Mont-de-Marsan en 1638.
Il est muté dans le diocèse d'Évreux en 1649. Dès son arrivée, Boutault s'efforça de réformer les privilèges, protocolaires et financiers, dont bénéficiaient les pouvoirs constitués : le doyen du chapitre Ledoux, le prieur de la congrégation de Saint-Taurin Joseph Desormes, et l'abbesse de Saint-Sauveur d'Évreux Marie-Élisabeth de La Rochefoucauld (1617-1698). Il s'agissait notamment de mettre un terme aux entrées solennelles de l'évêque, motif à diverses thésaurisations par les ordres. Il n'y parvint qu'avec difficulté, et grâce à l'appui des curés d'Évreux.
L'année suivante (1651), il convoque par voie d'affiche les chanoines dans la cathédrale, au lieu de se rendre à leur concile. En réponse, ceux-ci célèbrent l'office en lui tenant closes les portes de la cathédrale. Après ce scandale public, l'évêque est débouté de sa plainte contre le chapitre, dont les privilèges sont confirmés (été 1651). Boutault renonce à ses réformes et rejoint la cour à Paris, qu'il ne quittera qu'occasionnellement désormais. Il meurt le 11 mars 1661.
Après de longues discussions du doyen du chapitre avec les moines de Saint-Taurin, il fut inhumé (contre ses dernières volontés) dans la cathédrale d'Évreux ; à cette occasion, l'union sacrée entre le chapitre et les moines de Saint-Taurin commença à voler en éclats, chacun de ces corps voulant désormais faire prévaloir ses privilèges à l'occasion des funérailles. C'est un arrêt du parlement de Rouen, deux ans plus tard (14 mars 1663), qui fit obligation aux religieux de recevoir les cendres de l'évêque dans la crypte de l'église Saint-Taurin ; ainsi les privilèges ancestraux des ordres religieux commencèrent-ils à perdre de leur autorité dans la région.

### Source
- Charles de Stabenrath, « Épiscopat de Gilles Boutault », Revue de Rouen et de Normandie, Rouen, E. Legrand, vol. 4,‎ 1836, p. 51-68